# 1986-os labdarúgó-világbajnokság (B csoport)
Az 1986-os labdarúgó-világbajnokság B csoportjának mérkőzéseit június 3. és június 11. között játszották. A csoportban Mexikó, Paraguay, Belgium és Irak szerepelt.
A csoportból Mexikó és Paraguay jutott tovább az első két helyen, az egyik legjobb harmadik helyezettként Belgium is továbbjutott. A mérkőzéseken 14 gól esett.

## Tabella
| Hely. | Csapat     | M | Gy | D | V | G+ | G– | Gk | P | Továbbjutás                                |
| ----- | ---------- | - | -- | - | - | -- | -- | -- | - | ------------------------------------------ |
| 1.    | Mexikó (R) | 3 | 2  | 1 | 0 | 4  | 2  | +2 | 5 | Továbbjutott az egyenes kieséses szakaszba |
| 2.    | Paraguay   | 3 | 1  | 2 | 0 | 4  | 3  | +1 | 4 | Továbbjutott az egyenes kieséses szakaszba |
| 3.    | Belgium    | 3 | 1  | 1 | 1 | 5  | 5  | 0  | 3 | Továbbjutott az egyenes kieséses szakaszba |
| 4.    | Irak       | 3 | 0  | 0 | 3 | 1  | 4  | −3 | 0 |                                            |

## Mérkőzések

### Belgium – Mexikó
| 1986. június 3. 12:00 (20:00) |

| Belgium         | 1–2               | Mexikó                   |
| --------------- | ----------------- | ------------------------ |
| Vandenbergh 45' | (1–2) Jegyzőkönyv | Quirarte 23' Sánchez 39' |

| Estadio Azteca, Mexikóváros Nézőszám: 11 000 Játékvezető: Carlos Espósito (argentin) |

| KA                   | 1  | Jean-Marie Pfaff    |     |     |
| V                    | 19 | Hugo Broos          |     |     |
| V                    | 2  | Eric Gerets         |     |     |
| V                    | 3  | Franky Van der Elst | 56' |     |
| V                    | 4  | Michel De Wolf      |     |     |
| KP                   | 6  | Franky Vercauteren  |     |     |
| KP                   | 7  | René Vandereycken   |     |     |
| KP                   | 10 | Philippe Desmet     |     | 60' |
| KP                   | 8  | Enzo Scifo          |     |     |
| KP                   | 11 | Jan Ceulemans (csk) |     |     |
| CS                   | 9  | Erwin Vandenbergh   |     | 66' |
| Cserék:              |    |                     |     |     |
| CS                   | 16 | Nico Claesen        |     | 60' |
| KP                   | 21 | Stéphane Demol      |     | 66' |
| Szövetségi kapitány: |    |                     |     |     |
| Guy Thys             |    |                     |     |     |

| KA                   | 1  | Pablo Larios          |     |     |
| V                    | 2  | Mario Trejo           |     |     |
| V                    | 3  | Fernando Quirarte     |     |     |
| V                    | 14 | Félix Cruz            |     |     |
| V                    | 17 | Raúl Servín           |     |     |
| KP                   | 16 | Carlos Muñoz          | 83' |     |
| KP                   | 10 | Tomás Boy (csk)       |     | 69' |
| KP                   | 13 | Javier Aguirre        |     |     |
| CS                   | 22 | Manuel Negrete        |     |     |
| CS                   | 15 | Luis Flores           |     | 79' |
| CS                   | 9  | Hugo Sánchez          | 23' |     |
| Cserék:              |    |                       |     |     |
| KP                   | 7  | Miguel España         |     | 69' |
| CS                   | 5  | Francisco Javier Cruz |     | 79' |
| Szövetségi kapitány: |    |                       |     |     |
| Bora Milutinović     |    |                       |     |     |

| Partjelzők: Carlos Silva Valente (portugál) Rómulo Méndez (guatemalai) |

### Paraguay – Irak
| 1986. június 4. 12:00 (20:00) |

| Paraguay   | 1–0               | Irak |
| ---------- | ----------------- | ---- |
| Romero 35' | (1–0) Jegyzőkönyv |      |

| Estadio Nemesio Díez, Toluca Nézőszám: 24 000 Játékvezető: Edwin Picon-Ackong (mauritiusi) |

| KA                   | 1  | Roberto Fernández     |     |     |
| V                    | 2  | Juan Torales          |     |     |
| V                    | 3  | César Zabala          |     |     |
| V                    | 4  | Vladimiro Schettina   | 45' |     |
| V                    | 5  | Rogelio Delgado (csk) |     |     |
| KP                   | 6  | Jorge Amado Nunes     |     |     |
| KP                   | 10 | Adolfino Cañete       |     |     |
| KP                   | 8  | Julio César Romero    |     |     |
| CS                   | 7  | Buenaventura Ferreira |     |     |
| CS                   | 11 | Alfredo Mendoza       |     | 88' |
| CS                   | 9  | Roberto Cabañas       |     |     |
| Cserék:              |    |                       |     |     |
| KP                   | 16 | Jorge Guasch          |     | 88' |
| Szövetségi kapitány: |    |                       |     |     |
| Cayetano Ré          |    |                       |     |     |

| KA                   | 1  | Raad Hammoudi Salman (csk) |     |     |
| V                    | 3  | Khalil Mohammed Allawi     |     |     |
| V                    | 4  | Nadhim Shaker Salim        |     |     |
| V                    | 5  | Samir Shaker Mahmoud       | 29' |     |
| V                    | 15 | Natiq Hashim Abidoun       |     |     |
| V                    | 22 | Ghanim Oraibi Jassim       |     |     |
| KP                   | 6  | Ali Hussein Shihab         |     |     |
| KP                   | 7  | Haris Mohammed Hassan      |     | 67' |
| KP                   | 14 | Basil Gorgis Hanna         |     | 81' |
| CS                   | 10 | Hussein Saeed Mohammed     |     |     |
| CS                   | 8  | Ahmad Radhi Amaiesh        |     |     |
| Cserék:              |    |                            |     |     |
| CS                   | 11 | Abdul-Rahim Hamed Aufi     |     | 67' |
| KP                   | 19 | Basim Qasim Hamdan         |     | 81' |
| Szövetségi kapitány: |    |                            |     |     |
| Evaristo de Macedo   |    |                            |     |     |

| Partjelzők: Berny Ulloa Morera (Costa Rica-i) David Socha (amerikai) |

### Mexikó – Paraguay
| 1986. június 7. 12:00 (20:00) |

| Mexikó    | 1–1               | Paraguay   |
| --------- | ----------------- | ---------- |
| Flores 3' | (1–0) Jegyzőkönyv | Romero 85' |

| Estadio Azteca, Mexikóváros Nézőszám: 11 460 Játékvezető: George Courtney (angol) |

| KA                   | 1  | Pablo Larios          |     |     |
| V                    | 2  | Mario Trejo           | 80' |     |
| V                    | 3  | Fernando Quirarte     |     |     |
| V                    | 14 | Félix Cruz            |     |     |
| V                    | 17 | Raúl Servín           |     |     |
| KP                   | 16 | Carlos Muñoz          |     |     |
| KP                   | 10 | Tomás Boy (csk)       |     | 58' |
| KP                   | 13 | Javier Aguirre        |     |     |
| CS                   | 22 | Manuel Negrete        | 26' |     |
| CS                   | 15 | Luis Flores           |     | 77' |
| CS                   | 9  | Hugo Sánchez          | 75' |     |
| Cserék:              |    |                       |     |     |
| KP                   | 7  | Miguel España         |     | 58' |
| CS                   | 5  | Francisco Javier Cruz |     | 77' |
| Szövetségi kapitány: |    |                       |     |     |
| Bora Milutinović     |    |                       |     |     |

| KA                   | 1  | Roberto Fernández     |     |     |
| V                    | 2  | Juan Torales          |     | 80' |
| V                    | 3  | César Zabala          |     |     |
| V                    | 4  | Vladimiro Schettina   | 30' |     |
| V                    | 5  | Rogelio Delgado (csk) |     |     |
| KP                   | 6  | Jorge Amado Nunes     |     |     |
| KP                   | 10 | Adolfino Cañete       |     |     |
| KP                   | 8  | Julio César Romero    |     |     |
| CS                   | 7  | Buenaventura Ferreira |     |     |
| CS                   | 11 | Alfredo Mendoza       | 5'  | 62' |
| CS                   | 9  | Roberto Cabañas       |     |     |
| Cserék:              |    |                       |     |     |
| KP                   | 16 | Jorge Guasch          |     | 62' |
| CS                   | 20 | Ramón Hicks           |     | 80' |
| Szövetségi kapitány: |    |                       |     |     |
| Cayetano Ré          |    |                       |     |     |

| Partjelzők: Erik Fredriksson (svéd) Ioan Igna (román) |

### Irak – Belgium
| 1986. június 8. 12:00 (20:00) |

| Irak      | 1–2               | Belgium                          |
| --------- | ----------------- | -------------------------------- |
| Radhi 59' | (0–2) Jegyzőkönyv | Scifo 16' Claesen 21' (11-esből) |

| Estadio Nemesio Díez, Toluca Nézőszám: 20 000 Játékvezető: Jesús Díaz (kolumbiai) |

| KA                   | 1  | Raad Hammoudi Salman (csk) | 20'     |     |
| V                    | 3  | Khalil Mohammed Allawi     |         |     |
| V                    | 4  | Nadhim Shaker Salim        | 29'     |     |
| V                    | 5  | Samir Shaker Mahmoud       | 48'     |     |
| V                    | 15 | Natiq Hashim Abidoun       | 65'     |     |
| V                    | 22 | Ghanim Oraibi Jassim       |         |     |
| KP                   | 6  | Ali Hussein Shihab         |         |     |
| KP                   | 7  | Haris Mohammed Hassan      | 42'     |     |
| KP                   | 14 | Basil Gorgis Hanna         | 1′, 52′ |     |
| CS                   | 9  | Karim Saddam Minshid       |         | 81' |
| CS                   | 8  | Ahmad Radhi Amaiesh        |         |     |
| Cserék:              |    |                            |         |     |
| CS                   | 11 | Abdul-Rahim Hamed Aufi     |         | 81' |
| Szövetségi kapitány: |    |                            |         |     |
| Evaristo de Macedo   |    |                            |         |     |

| KA                   | 1  | Jean-Marie Pfaff    |     |     |
| V                    | 2  | Eric Gerets         |     |     |
| V                    | 3  | Franky Van der Elst |     |     |
| V                    | 4  | Michel De Wolf      |     |     |
| KP                   | 21 | Stéphane Demol      |     | 69' |
| KP                   | 6  | Franky Vercauteren  |     |     |
| KP                   | 7  | René Vandereycken   |     |     |
| KP                   | 10 | Philippe Desmet     |     |     |
| KP                   | 8  | Enzo Scifo          |     | 67' |
| KP                   | 11 | Jan Ceulemans (csk) |     |     |
| CS                   | 16 | Nico Claesen        | 16' |     |
| Cserék:              |    |                     |     |     |
| V                    | 14 | Lei Clijsters       |     | 67' |
| V                    | 13 | Georges Grün        |     | 69' |
| Szövetségi kapitány: |    |                     |     |     |
| Guy Thys             |    |                     |     |     |

| Partjelzők: Vojtěch Christov (csehszlovák) Victoriano Arminio (spanyol) |

### Irak – Mexikó
| 1986. június 11. 12:00 (20:00) |

| Irak | 0–1               | Mexikó       |
| ---- | ----------------- | ------------ |
|      | (0–0) Jegyzőkönyv | Quirarte 54' |

| Estadio Azteca, Mexikóváros Nézőszám: 10 376 Játékvezető: Zoran Petrović (jugoszláv) |

| KA                   | 20 | Abdul-Fatah Nasif Jassim     |     |     |
| V                    | 2  | Maad Ibrahim Majid           |     |     |
| V                    | 3  | Khalil Mohammed Allawi (csk) | 73' |     |
| V                    | 4  | Nadhim Shaker Salim          |     |     |
| V                    | 15 | Natiq Hashim Abidoun         |     | 60' |
| V                    | 22 | Ghanim Oraibi Jassim         |     |     |
| KP                   | 6  | Ali Hussein Shihab           |     |     |
| KP                   | 17 | Anad Abid Tweresh            |     | 70' |
| KP                   | 19 | Basim Qasim Hamdan           |     |     |
| CS                   | 9  | Karim Saddam Minshid         | 30' |     |
| CS                   | 8  | Ahmad Radhi Amaiesh          |     |     |
| Cserék:              |    |                              |     |     |
| CS                   | 11 | Abdul-Rahim Hamed Aufi       |     | 60' |
| KP                   | 16 | Shaker Mahmoud Hamza         |     | 70' |
| Szövetségi kapitány: |    |                              |     |     |
| Evaristo de Macedo   |    |                              |     |     |

| KA                   | 1  | Pablo Larios          |  |     |
| V                    | 18 | Rafael Amador         |  | 62' |
| V                    | 3  | Fernando Quirarte     |  |     |
| V                    | 14 | Félix Cruz            |  |     |
| V                    | 17 | Raúl Servín           |  |     |
| KP                   | 6  | Carlos de los Cobos   |  | 79' |
| KP                   | 7  | Miguel España         |  |     |
| KP                   | 10 | Tomás Boy (csk)       |  |     |
| KP                   | 13 | Javier Aguirre        |  |     |
| CS                   | 22 | Manuel Negrete        |  |     |
| CS                   | 15 | Luis Flores           |  |     |
| Cserék:              |    |                       |  |     |
| KP                   | 8  | Alejandro Domínguez   |  | 62' |
| CS                   | 5  | Francisco Javier Cruz |  | 79' |
| Szövetségi kapitány: |    |                       |  |     |
| Bora Milutinović     |    |                       |  |     |

| Partjelzők: Németh Lajos (magyar) Luigi Agnolin (olasz) |

### Paraguay – Belgium
| 1986. június 11. 12:00 (20:00) |

| Paraguay                 | 2–2               | Belgium         |
| ------------------------ | ----------------- | --------------- |
| Vercauteren 30' Veyt 59' | (1–0) Jegyzőkönyv | Cabañas 50' 76' |

| Estadio Nemesio Díez, Toluca Nézőszám: 16 000 Játékvezető: Bogdan Docsev (bolgár) |

| KA                   | 1  | Roberto Fernández     |     |     |
| V                    | 2  | Juan Torales          |     |     |
| V                    | 3  | César Zabala          |     |     |
| V                    | 5  | Rogelio Delgado (csk) |     |     |
| KP                   | 16 | Jorge Guasch          |     |     |
| KP                   | 6  | Jorge Amado Nunes     |     |     |
| KP                   | 10 | Adolfino Cañete       |     |     |
| KP                   | 8  | Julio César Romero    | 55' |     |
| CS                   | 7  | Buenaventura Ferreira |     |     |
| CS                   | 11 | Alfredo Mendoza       |     | 68' |
| CS                   | 9  | Roberto Cabañas       |     |     |
| Cserék:              |    |                       |     |     |
| CS                   | 20 | Ramón Hicks           |     | 68' |
| Szövetségi kapitány: |    |                       |     |     |
| Cayetano Ré          |    |                       |     |     |

| KA                   | 1  | Jean-Marie Pfaff    |     |     |
| V                    | 5  | Michel Renquin      |     |     |
| V                    | 19 | Hugo Broos          |     |     |
| V                    | 13 | Georges Grün        |     | 89' |
| KP                   | 21 | Stéphane Demol      |     |     |
| KP                   | 6  | Franky Vercauteren  |     |     |
| KP                   | 22 | Patrick Vervoort    |     |     |
| KP                   | 8  | Enzo Scifo          |     |     |
| KP                   | 11 | Jan Ceulemans (csk) | 55' |     |
| CS                   | 16 | Nico Claesen        |     |     |
| CS                   | 18 | Daniel Veyt         |     |     |
| Cserék:              |    |                     |     |     |
| V                    | 3  | Franky Van der Elst |     | 89' |
| Szövetségi kapitány: |    |                     |     |     |
| Guy Thys             |    |                     |     |     |

| Partjelzők: Ali Bin Nasser (tunéziai) Hernán Silva (chilei) |